# Restio insignis
Restio insignis är en gräsväxtart som beskrevs av Neville Stuart Pillans. Restio insignis ingår i släktet Restio och familjen Restionaceae. Inga underarter finns listade i Catalogue of Life.